# Spädbarnsmassage

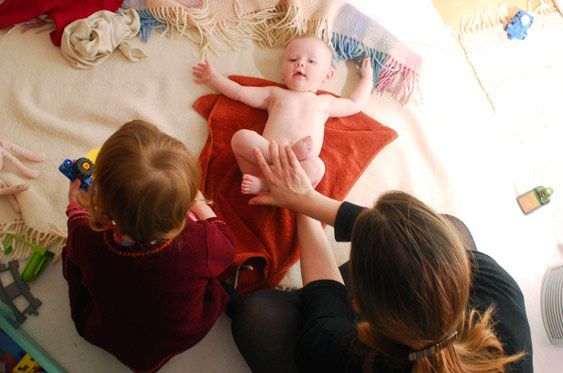
Spädbarnsmassage

Spädbarnsmassage är massage som utförs på spädbarn. Massagen syftar till att öka välbefinnandet. Den kräver utbildning eller handledning för att utföras rätt. En enkel metod inom spädbarnsmassagen är "vattenhjulet", där man håller spädbarnets fötter med ena handen och med andra handen stryker barnets mage från naveln och nedåt med handens bredsida. Händerna bör vara varma och massagen utföras i ett varmt rum, eftersom spädbarn lätt blir avkylda. Denna metod kan hjälpa ett barn som har magknip eller tillfällig kolik.